# Sonogno
Sonogno is een plaats en voormalige gemeente in het Zwitserse kanton Ticino, en maakt deel uit van het district Locarno. De gemeente ligt in de Valle Verzasca.
In Sonogno begint en eindigt het verhaal Levende bezems van Lisa Tetzner.

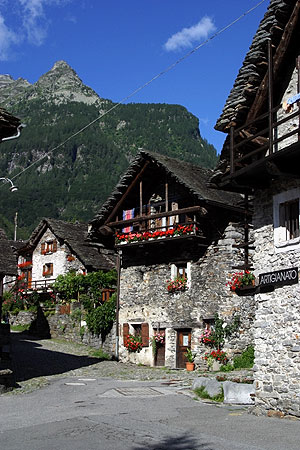